# ديفيد أتكينسون
ديفيد أتكينسون (بالإنجليزية: David Atkinson)‏ (27 أبريل 1993 في المملكة المتحدة - ) هو لاعب كرة قدم بريطاني في مركز الدفاع. لعب مع نادي كارلايل يونايتد ونادي ميدلزبره ونادي هارتلبول يونايتد ونادي بليث سبارتانز.

## وصلات خارجية
- ديفيد أتكينسون على موقع قاعدة بيانات كرة القدم.إي يو (الإنجليزية)
- ديفيد أتكينسون على موقع Soccerbase.com (لاعب) (الإنجليزية)
- ديفيد أتكينسون على موقع Soccerway.com (الإنجليزية)